# Мур (округ, Теннесси)
Округ Мур (англ. Moore County) располагается в штате Теннесси, США. Официально образован в 1872 году. По состоянию на 2010 год, численность населения составляла 6362 человека.

## География
По данным Бюро переписи США, общая площадь округа равняется 336,700 км2, из которых 334,110 км2 — суша, и 1,200 км2, или 0,930 % — это водоёмы.

## Население
По данным переписи населения 2010 года в округе проживает 6362 жителя в составе 2492 домашних хозяйств и 1841 семьи. Плотность населения составляет 17,00 человек на км2. На территории округа насчитывается 2 492 жилых строений. Расовый состав населения: белые — 95,40 %, афроамериканцы — 2,30 %, коренные американцы (индейцы) — 0,30 %, азиаты — 0,40 %, гавайцы — 0,00 %, представители других рас — 0,50 %, представители двух или более рас — 1,10 %. Испаноязычные составляли 1,10 % населения независимо от расы.
В составе 27,00 % из общего числа домашних хозяйств проживают дети в возрасте до 18 лет, 61,80 % домашних хозяйств представляют собой супружеские пары, проживающие вместе, 8,10 % домашних хозяйств представляют собой одиноких женщин без супруга, 26,10 % домашних хозяйств не имеют отношения к семьям, 22,60 % домашних хозяйств состоят из одного человека, 11,00 % домашних хозяйств состоят из престарелых (65 лет и старше), проживающих в одиночестве. Средний размер домашнего хозяйства составляет 2,51 человека, и средний размер семьи — 2,93 человека.
Возрастной состав округа: 24,20 % — моложе 18 лет, 14,80 % — от 18 до 24, 20,50 % — от 25 до 44, 22,10 % — от 45 до 64, и 22,10 % от 65 — и старше. Средний возраст жителя округа — 43.3 лет. На каждые 100 женщин приходится 94.9 мужчин. На каждые 100 женщин старше 18 лет приходится 0,00 мужчин.
Средний доход на домохозяйство в округе составлял 36 591 USD, на семью — 41 484 USD. Среднестатистический заработок мужчины был 31 559 USD против 20 987 USD для женщины. Доход на душу населения составлял 19 040 USD. Около 7.8 % семей и 9.6 % общего населения находились ниже черты бедности, в том числе — 11.7 % молодежи (тех, кому ещё не исполнилось 18 лет) и 12.1 % тех, кому было уже больше 65 лет.